# Francisco Ribera de Villacastín

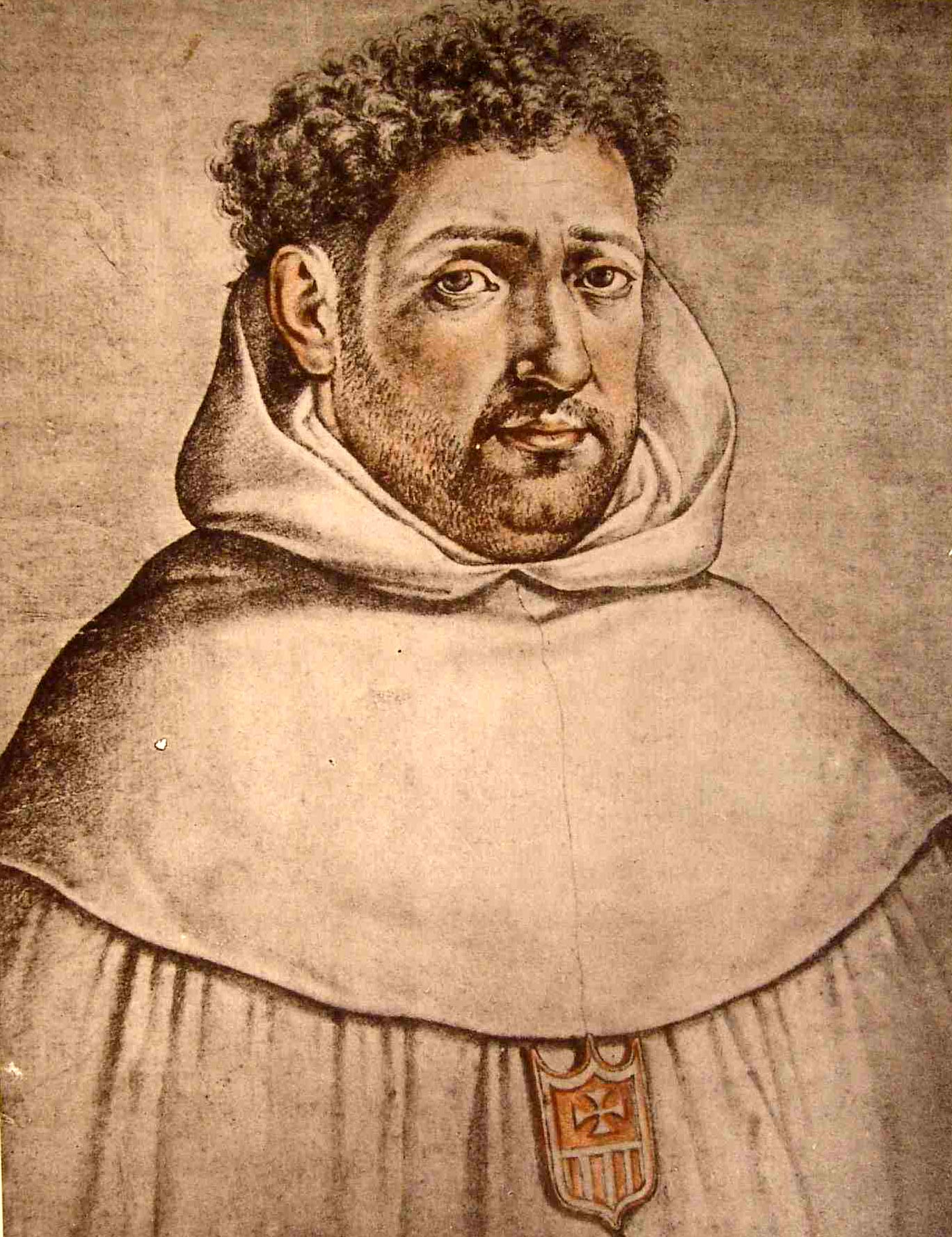
Francisco de Ribera

Francisco Ribera de Villacastín (1537–1591) – hiszpański jezuita i teolog, twórca eschatologicznej interpretacji księgi Apokalipsy św. Jana.

## Życie
Ribera urodził się w Villacastín. W 1570 roku przystąpił do Towarzystwa Jezusowego i nauczał na Uniwersytecie w Salamance. Zmarł w wieku 54 lat, w rok po jego śmierci, opublikowano jego dzieło In Sacrum Beati Ioannis Apostoli, & Evangelistiae Apocalypsin Commentarij.

## Dzieła
Ribera znany jest jako autor komentarza do Apokalipsy. W komentarzu zapowiada ponowne prześladowania chrześcijan, odbudowę świątyni w Jerozolimie, zniesienie wiary chrześcijańskiej, wyparcie się Chrystusa, zniszczenie Rzymu i nawrócenie Żydów. W 20 rozdziale Apokalipsy zachował augustyńską postmillenarystyczną interpretację. Metodę tę przejął i rozwinął Cornelius a Lapide. Z interpretacją Ribery polemizowali angielscy protestanci, tacy jak: John Fox i Thomas Brightman.
Ribera napisał hagiografię Teresy z Ávili, opublikowana w 1590 roku (Vida de la madre Teresa de Jesús). Jest również autorem komentarza do Listów Pawła opublikowanych w roku 1600 (In epistolam B. Pauli apostoli ad Hebraeos commentarii).